# Kieran Merrilees
Kieran Merrilees (* 12. September 1989 in Glasgow) ist ein schottischer Badmintonspieler. 

## Karriere
Kieran Merrilees wurde 2011 erstmals schottischer Meister im Herreneinzel. Ein Jahr später konnte er den Titel verteidigen. Bereits 2010 hatte er an den Badminton-Weltmeisterschaften teilgenommen, schied dort jedoch schon in der ersten Runde aus. Bei den Welsh International 2008 wurde er Zweiter, ein Jahr später Dritter ebenso wie 2011. Bei den Bulgarian International 2009 belegte er ebenfalls Rang zwei. 2006 konnte er die Croatian Juniors für sich entscheiden, 2012 die Polish Open. Im Jahre 2014 konnte er die Welsh International gewinnen. 2018 und 2020 konnte er die Schottische Badmintonmeisterschaft für sich entscheiden.